# Озгенер, Хатидже
Хатидже Озгенер(1865 — 21 февраля 1940) — турецкий педагог и политик. Одна из первых 18 женщин-членов Великого национального собрания Турции.

## Биография
Родилась в 1865 году в семье шейха Мустафы и его жены Фатьмы на территории Солуньского санджака. Училась в «красной школе», затем перешла в открытую незадолго до этого среднюю женскую школу в Салониках. Затем с 1878 по 1911 годы преподавала с перерывами преподавала там же. После занятия Салоник греками в ходе Первой Балканской войны в период с декабря 1912 по март 1913 Озгенер выплачивалась денежная компенсация правительством Османской империи.
Помимо этого, преподавала в учебных заведениях Стамбула. Завершила преподавательскую деятельность в августе 1924 года.

### Политическая карьера
В 1934 году в ходе реформ Ататюрка женщины получили право голосовать и быть избранными. 12 января 1936 года Хатидже Озгенер была номинирована Республиканской народной партией в Великое национальное собрание. Она была избрана от ила Чанкыры и стала одной из первых 18 женщин, избранных в Великое национальное собрание Турции. Входила в состав парламентской комиссии по вопросам здравоохранения и социальной политики.
Во время работы в Великом национальном собрании в связи с запретом в 1934 году религиозной одежды покрывала голову шляпой, а не хиджабом.
Умерла 21 февраля 1940 года.